# Lake Lorelei (Ohio)
Lake Lorelei es un lugar designado por el censo ubicado en el condado de Brown en el estado estadounidense de Ohio. En el Censo de 2010 tenía una población de 1170 habitantes y una densidad poblacional de 184,38 personas por km².

## Geografía
Lake Lorelei se encuentra ubicado en las coordenadas 39°11′26″N 83°58′16″O / 39.19056, -83.97111. Según la Oficina del Censo de los Estados Unidos, Lake Lorelei tiene una superficie total de 6.35 km², de la cual 5.7 km² corresponden a tierra firme y (10.16%) 0.64 km² es agua.

## Demografía
Según el censo de 2010, había 1170 personas residiendo en Lake Lorelei. La densidad de población era de 184,38 hab./km². De los 1170 habitantes, Lake Lorelei estaba compuesto por el 96.24% blancos, el 0.34% eran afroamericanos, el 0.09% eran amerindios, el 0.77% eran asiáticos, el 0.09% eran isleños del Pacífico, el 0.43% eran de otras razas y el 2.05% pertenecían a dos o más razas. Del total de la población el 1.03% eran hispanos o latinos de cualquier raza.